# Domkapitel Osnabrück

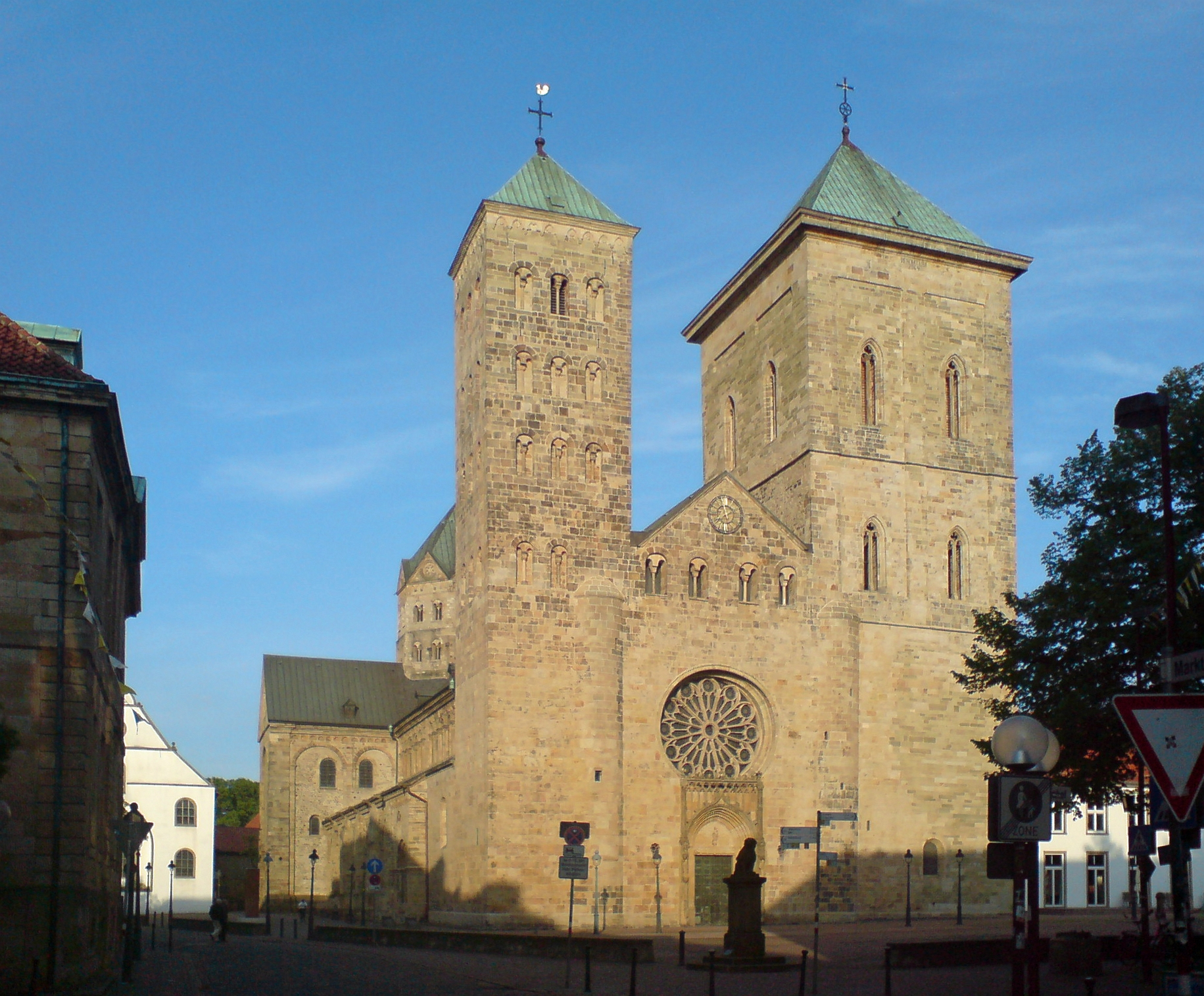
Dom zu Osnabrück

Das Domkapitel Osnabrück ist eine geistliche Korporation am Dom St. Petrus in Osnabrück und befindet sich heute in der Großstadt Osnabrück des Bundeslandes Niedersachsen im Nordwesten der Bundesrepublik Deutschland. Das Domkapitel ging hervor aus der Priesterschaft an der Domkirche des Bistums Osnabrück und steht unter dem Patrozinium des St. Petrus. „Seit Gründung des Bistums hat [das Domkapitel] einen bedeutenden und besonders in der Reformationszeit entscheidenden Anteil an der Geschichte der Diözese und des früheren Fürstbistums.“ Durch den gesamten zeitbedingten Wandel hinweg hat das Domkapitel seine heutigen Aufgaben auch in früheren Jahrhunderten wahrgenommen. Das heutige Domkapitel ist für die feierliche Gestaltung der Gottesdienste in der Domkirche verantwortlich, unterstützt den Bischof bei der Leitung der Diözese und wählt den Bischof sowie bei Sedisvakanz einen Diözesanadministrator.

## Geschichte

### Gründung
Das Bistum Osnabrück wurde zwischen 783 und 787 von Kaiser Karl dem Großen gegründet und ausgestattet. Vermutlich wurde das Bistum allerdings nach dem Sieg von Karl dem Großen über die Sachsen in der Schlacht an der Hase im Jahr 783 gegründet. Geweiht wurde der erste Dom durch den Lütticher Bischof Agilfried. Wenngleich die Existenz einer geistlichen Gemeinschaft am Osnabrücker Dom erst für das Jahr 851 anlässlich der Translation der Reliquien des Heiligen Alexander durch Graf Waltbert von Rom nach Wildeshausen erwähnt wird, ist doch anzunehmen, dass bereits dem ersten Bischof, Wiho, eine Gruppe Geistlicher zur Beratung und Unterstützung zur Seite stand. Vermutlich bestand diese Gruppe Geistlicher zunächst aus den Klerikern, die der Lütticher Bischof Agilfried dem neu gegründeten Bistum Osnabrück zur Unterstützung beim Aufbau des Bistums geschickt hatte. Neben der Unterstützung des Bischofs bei der Verwaltung des Bistums bestand die zentrale Aufgabe des Priesterkollegiums in der Ausbildung des Klerus und der Gestaltung der Gottesdienste.
Aus diesem Priesterkollegium entwickelte sich mit der Zeit eine feste Organisation, die in vita communis am Dom lebte und deren Lebensunterhalt durch die Kirchengüter finanziert wurde. Die Domherren lebten dabei nach bestimmten kirchlichen Regeln (canones) und bildeten eine kanonische Gemeinschaft. Seit 816 war zudem die Aachener Regel, die auf die Kanonikerregel des Bischofs Chrodegang von Metz zurückgeht, im Frankenreich verbindlich, welche eine klosterähnliche Gemeinschaft für Bischof und Domkapitel vorgesehen hatte. Durch einen Normannenüberfall in der zweiten Hälfte des 9. Jahrhunderts scheint sich diese Priestergemeinschaft zunächst wieder aufgelöst zu haben, da der Bischof Egilmar bei seinem Amtsantritt im Jahr 885 berichtet, dass er kein Domkapitel vorgefunden habe. Da die Existenz erst wieder ab der Mitte des 11. Jahrhunderts belegt wird, ist anzunehmen, dass es bereits im 10. Jahrhundert zu einem Neuaufbau einer Priestergemeinschaft zur Unterstützung des Bischofs kam.
Ende des 11. Jahrhunderts folgte eine Trennung von Bischofs- und Stiftsvermögen und eine Aufteilung der Kapitaleinkünfte auf die einzelnen Kanonikerstellen. Anlass für die Auflösung des gemeinsamen Lebens war vermutlich der große Dombrand im 11. Jahrhundert. Im Anschluss daran wurden einzelne Häuser (Kurien) für die Kanoniker errichtet.

### Hochmittelalter und Spätmittelalter
Im hohen Mittelalter errang das Domkapitel mit der Zeit seine heute charakteristischen Privilegien: Bischofswahlrecht; Konsensrecht bei den Entscheidungen des Bischofs; Stiftsregierung während der Abwesenheit des Bischofs durch Tod oder Amtsverzicht. Gerade durch diese Ausbildung der Exklusivrechte konnte das Domkapitel St. Petrus im 12. Jahrhundert die beiden auftretenden Konkurrenten, das Stiftskapitel St. Johann und den Abt des Benediktinerklosters Iburg, in ihrer Bedeutung für die Diözesanregierung zurückdrängen. In den städtischen Pfarreien St. Marien und in St. Katharinen oblag dem Domkapitel bis ins 13. Jahrhundert die Seelsorge.
Die Ernennung eines Bischofs war zunächst das Recht und die Aufgabe des Königs. Infolgedessen, dass im 11. Jahrhundert ein Konflikt zwischen König Heinrich IV. und Papst Gregor VII. entbrannte, äußerte sich der Investiturstreit auch in der Stadt Osnabrück. Erkennbar wurden diese Differenzen des Investiturstreits zum Beispiel in den Doppelwahlen von Bischöfen und längerer Perioden der Abwesenheit eines Bischofs in der Diözese Osnabrück. Durch diese langwierigen Streitigkeiten zwischen König und Papst, also der weltlichen und der geistlichen Macht, um die Einsetzung des Bischofs entwickelte sich in Osnabrück das Bischofswahlrecht, welches sich im folgenden Jahrhundert als alleiniges Wahlrecht des Domkapitels durchsetzte.
Auch die nachfolgenden Bemühungen der Stadt Osnabrück und der Osnabrücker Ritterschaft im 15. Jahrhundert um eine Beteiligung an den Wahlen konnten durch die Domherren zurückgewiesen werden. Der Westfälische Frieden von 1648 konnte das alleinige Bischofswahlrecht des Domkapitels zwar beeinträchtigen, aber nicht auflösen. Bis zum Ende des 13. Jahrhunderts und in der Folge bis zur Säkularisation fiel das Bischofsamt nur selten auf ein Mitglied des Kapitels. In der Regel erhielten Mitglieder des Welfenhauses oder Mitglieder westfälischer Grafenhäuser das Amt des Bischofs.

### Frühe Neuzeit
Im Jahre 1543 erfolgte die Einführung der Reformation im Osnabrücker Bistum durch den Fürstbischof Franz von Waldeck, gegen den Willen des Domkapitels. Nach dem Schmalkaldischen Krieg war er im Reich politisch isoliert und verlor seine Macht. Die Domherren stoppten weitere Reformationsversuche. „Der Widerruf des Fürstbischofs im Mai 1548 hatte jedoch nicht die Rückkehr der Diözese zum alten Glauben zur Folge, sondern markierte den Beginn einer langen Phase der konfessionellen Indifferenz.“ Die im Jahr 1563 verabschiedeten Beschlüsse des Konzils von Trient wurden im Bistum Osnabrück erst durch Fürstbischof Eitel Friedrich von Hohenzollern im 17. Jahrhundert veröffentlicht.
Innerhalb des Domkapitels hatte sich aber bereits gegen Ende des 16. Jahrhunderts eine Gruppe Geistlicher gebildet, die die Beschlüsse des Konzils von Trient befürworteten. Diese Gruppe wurde bis zum Frühjahr 1615 so stark, dass es kaum noch Gegner der Einführung des Glaubensbekenntnisses als Voraussetzung für Kanonikate und weitere geistliche Ämter gab. In der Folge gab es auch wieder eine Mehrheit für die Wahl katholischer Fürstbischöfe. Diese betriebene Gegenreformation durch die Bischöfe Eitel Friedrich von Hohenzollern und Franz Wilhelm von Wartenberg kam mit der Besetzung des Hochstifts Osnabrück durch die Schweden im Jahr 1633 zum Erliegen.
Im Jahr 1648 wurde dann der Westfälische Frieden geschlossen, der den Dreißigjährigen Krieg in Deutschland beendete. Der Westfälische Frieden legte das Jahr 1624 als Normaljahr fest. Es sieht vor, dass der Besitzstand der evangelischen und katholischen Kirche so bleiben oder in dem Verhältnis wiederhergestellt werden sollte, wie er am 1. Januar 1624 war. Somit war das „Schicksal des Hochstifts Osnabrück als gemischt-konfessionelles Territorium, das abwechselnd von einem katholischen und einem evangelischen Landesherren regiert werden sollte“ besiegelt.

### Säkularisation
In der Folge des Reichsdeputationshauptschlusses von 1803 wurde das Hochstift Osnabrück dem Kurfürstentum Hannover zugeschrieben. Dem Beschluss der Säkularisation vorgreifend hatte der Fürstbischof Friedrich von York das Hochstift Osnabrück bereits am 29. Oktober 1802 seinem Vater Georg III., König von England-Hannover, übertragen. Die letzte Sitzung des Domkapitels fand am 21. Dezember 1802 statt, danach folgte seine vollständige Auflösung und der Entzug des gesamten wirtschaftlichen Kapitals. Erst ab 1858 wurde in Osnabrück ein neues Domkapitel errichtet.

## Verfassung

### Personelle Zusammensetzung
Das Osnabrücker Domkapitel bestand anfangs wohl aus 12 Kanonikaten. Die Zahl stieg im 12. Jahrhundert stetig an, Anfang des 13. Jahrhunderts wurden 24 erreicht. Bei dieser Zahl blieb es, bis durch Stiftung der Familie von Galen im Jahre 1676 ein 25. Kanonikat eingerichtet wurde. Diese Anzahl blieb bis zur Aufhebung im Jahre 1802.
Wie auch in anderen Domkapiteln kamen die Domherren hauptsächlich aus den umliegenden Gebieten. Des Weiteren entstammten die Domherren größtenteils hochadligen Geschlechtern, das übrige Stift bestand aus Domherren, die dem niederen Adel angehörten und zu einem geringen Teil aus Angehörigen des Bürgertums. Diese führende Rolle der hochadligen Geschlechter innerhalb des Domkapitels Osnabrück lässt sich mit dem Leitsatz „Adlige dürfen auch nur Adlige richten“ erklären, denn mit der Vergabe der Kanonikate war auch die kirchliche Gerichtsbarkeit verbunden. Ein weiterer Grund für das Übergewicht des Adels innerhalb des Domkapitels ist, „daß die Adelssippen, aus denen sie sich ergänzten, den vermögensrechtlichen und politischen Interessen der [Domkapitel] nützlich sein konnten.“
Im 14. Jahrhundert stieg die Zahl der Domherren aus dem gehobenen Bürgertum im Zuge des wirtschaftlichen Aufschwungs der Stadt Osnabrück weiter an. Daraus resultierend entwickelte das Osnabrücker Domkapitel am 10. September 1398 ein Aufnahmeverfahren, das besagte, dass Personen, die nicht dem Adel entstammten, nur Mitglied des Stifts werden konnten, „wenn sie den Doktorgrad im kanonischen oder bürgerlichen Recht besaßen oder in der Theologie graduiert waren.“ Diese Bestimmung wurde im 14. Jahrhundert durch Papst Bonifaz IX. bestätigt und sie bestand bis zur Aufhebung des Domkapitels im November 1802. Generell konnte in Osnabrück nur ein Kanonikat erworben werden, indem es vorher durch Tod oder Verzicht des Amtsinhabers freigeworden war.
In den ersten Jahrhunderten nach der Gründung des Domkapitels wurde es bei Bedarf durch ausgewählte Mitglieder vom Bischof ergänzt. Um das Jahr 1184 hatte es bereits das Recht der Selbstergänzung erworben. Urkundlich belegt trat in diesem Zusammenhang Mitte des 13. Jahrhunderts der Papst durch die Vergabe der Kirchenämter als Konkurrent auf. Die aus diesem Konkurrenzkampf erwachsenden Streitigkeiten konnten durch das Wiener Konkordat 1448 geschlichtet werden. Es beinhaltete die Bestimmung, dass die Vergabe von freiwerdenden Kirchenämtern in ungeraden Monaten dem Papst zustanden und in geraden Monaten dem Domkapitel. Allerdings mussten auch die vom Papst eingesetzten Kanoniker die Aufnahmebestimmungen erfüllen. Das Domkapitel verfolgte einen bestimmten Turnus, nach der Reihenfolge des Dienstalters (Seniorität) stand immer einem Domherren die Vergabe eines freiwerdenden Kanonikats zu. Nachfolgend stand die Vergabe der freigewordenen Kanonikate von 1689 bis 1695 und von 1725 bis 1747 dem Kurerzbischof von Köln zu. Eine weitere Möglichkeit der Übergabe von Kanonikaten bestand darin, dass ein Domherr das Domkapitel darum bat, der Besetzung seiner Stelle mit einem von ihm gewählten Mitglied zuzustimmen. Vor allem von protestantischen Amtsinhabern wurde diese Möglichkeit genutzt, um das Kanonikat innerhalb der Familie zu halten.
Ein vollberechtigtes Mitglied des Domkapitels Osnabrück konnte zudem nur werden, wer das 20. Lebensjahr erreicht und einen Universitätsabschluss absolviert hatte. Ein Domherr besaß Mitsprache- und Stimmrecht innerhalb des Kapitels. Durch sein Kanonikat bezog er außerdem alle Exklusivrechte, die dem Kapitel zustanden, und sein Lebensstandard wurde abgesichert. Innerhalb des Domkapitels erhielt der zuletzt emanzipierte Domherr die unterste Stelle des Stifts. Bei der nächsten Vakanz konnte er eine bessere Stellung innerhalb des Stifts erlangen und somit seine Einkünfte und Bezüge aufbessern. Demzufolge war eine lange Mitgliedschaft sehr attraktiv, da diese durch höhere Einkünfte belohnt wurde.

### Dignitäten
Wie in den meisten Domkapiteln existieren im Osnabrücker Domkapitel bis zur Säkularisation zwei Dignitäre. Zum einen der Propst und zum anderen der Dechant. Im Jahre 1517 erteilt Papst Leo X. dem Domkapitel das Recht, diese beiden Dignitäten in freier Wahl besetzen zu dürfen. Im 17. und 18. Jahrhundert wurde bei der Vakanz einer Dignität sogar eigens ein Wahltag einberufen und allen Kanonikern schriftlich mitgeteilt.
Der Dompropst ging dem Dechanten in Rang und Würde voran, war für den Besitz des Domkapitels zuständig und vertrat das Stift in allen Angelegenheiten nach außen. Nach dem Dompropst folgte als zweite Dignität der Dekan oder Dechant. Er war für die Angelegenheiten innerhalb des Kapitels zuständig und musste aus diesem Grund auch stets in Osnabrück anwesend sein.
Noch im ausgehenden 16. Jahrhundert waren Dompropst und Domdechant Inhaber besonderer Dignitärspfründen. Sie besaßen kein reguläres Kanonikat. Um sie besser zu integrieren, wurde 1536 verabschiedet, dass ein zum Domdechant gewähltes Mitglied sein reguläres Kanonikat weiterhin behalten konnte. Im Jahre 1560 wurde das in gleicher Weise mit dem Dompropst entschieden.

### Verhältnis zum Bischof

#### Von 783/787 bis 1200
Die zunehmende Verselbständigung des Domkapitels im 11. Jahrhundert konnte nicht ohne Auswirkungen für das Verhältnis zwischen Domkapitel und Bischof bleiben. Differenzen innerhalb dieses Verhältnisses lassen sich nur während der Amtszeit von Benno II. erkennen, die jedoch nicht auf die Verselbständigung des Bistums zurückzuführen sind, sondern auf die Frage nach den Rechten und Pflichten des Domkapitels. Ebenfalls scheint es so, dass das Domkapitel den Ausbau seiner „Stellung im Bistum nicht im offenen Konflikt mit den Bischöfen anstrebte, aber dennoch kontinuierlich an Eigenständigkeit gewann.“ Bedeutsam waren, sowohl für das Domkapitel, als auch den Bischof, in welchem Maße sich das Stift an der Wahl des Bischofs beteiligen durfte und inwiefern es die Handlungen des gewählten Bischofs beeinflussen konnte.

##### Bischofswahl
Die Erlangung des Bischofswahlrechts im 11. Jahrhundert bedeutete für das Osnabrücker Domkapitel eine große Anteilnahme an der Bistumsregierung und einen beachtlichen Machtzuwachs. Das Wormser Konkordat im Jahr 1122 übertrug das Recht der Bischofswahl auf den Klerus und das Volk, zuvor war der Bischof vom deutschen König ernannt worden. In den folgenden Jahrhunderten konnte sich das Domkapitel das Privileg des alleinigen Wahlrechts sichern.
Im Jahr 1209 forderte Papst Innozenz III. von Otto IV. ein, die deutschen Domkapitel als einzige Wähler der Bischöfe anzuerkennen. Dieses Exklusivrecht wurde zudem 1215 vom Vierten Laterankonzil bestätigt. Durch die Erlangung dieses Wahlrechts gerieten die Laien immer weiter in den Hintergrund. Außerdem gelang es dem Domkapitel in Osnabrück, auch andere Wähler von der Bischofswahl auszuschließen, wie in den meisten Domkapiteln in Deutschland im 12. und 13. Jahrhundert, jedoch konnten sich auch in manchen Bistümern bestimmte Personengruppen ein Mitspracherecht bei der Bischofswahl sichern.
Für den Bischof Benno II. ist belegt, dass er im 11. Jahrhundert durch die deutschen Könige eingesetzt wurde. Im Gegensatz dazu scheint sein Nachfolger Bischof Markward von den Domherren des Osnabrücker Domkapitels gewählt worden zu sein. Im Gegensatz zu diesen beiden Wahlverhalten, gab es in Osnabrück auch zwei Fälle, in denen einem gewählten Bischof ein königlicher Amtsträger entgegengestellt wurde. Im Jahre 1119 wurde dem Bischof Thiethard, der vom Osnabrücker Klerus und den Ministerialen gewählt wurde, Bischof Konrad entgegengestellt, der vom König ernannt worden war. Der Gegenbischof Konrad konnte sich allerdings nicht durchsetzen und verlor sein Amt.
Das Domkapitel versuchte, das Privileg der Bischofswahl zum ersten Mal während des Investiturstreits zu erlangen und das Amt des Bischofs mit von ihm favorisierten Kandidaten zu besetzen. Dadurch wird zwar deutlich, dass das Domkapitel eine maßgebliche Beteiligung an der Wahl anstrebte, jedoch lässt sich die Bestrebung nach einem alleinigen und unabhängigen Wahlrecht nicht erkennen. Die erste Bischofswahl, in der andere Personengruppen von der Wahl ausgeschlossen wurden und das alleinige Wahlrecht beim Domkapitel lag, hat nachweislich im Jahr 1265 stattgefunden. Jedoch ist „anzunehmen, daß die Domherren bereits im Laufe des 12. Jahrhunderts bestrebt waren, den entscheidenden Einfluß auf die Bischofswahlen auszuüben, auch wenn noch andere Gruppen beteiligt waren oder einzelne Mächtige Einfluß nehmen konnten.“

##### Konsensrecht
Auch mit dem Erlangen des Konsensrechtes veränderte sich die Stellung des Domkapitels gegenüber dem Bischof. „Das Konsensrecht des Dom[stifts] bei bischöflichen Entscheidungen bezog sich auf geistliche Amtshandlungen, Veräußerungen von Kirchengut und den Abschluss von Bündnissen.“ Zunächst teilten sich dieses Recht die Domherren, die Kanoniker von St. Johann, die Vertreter der Ritterschaft und die Stadt Osnabrück. Zu Beginn des 13. Jahrhunderts hatte sich das Konsensrecht allerdings zum alleinigen Recht des Domkapitels entwickelt.

#### Von 1200 bis 1350
In dem betrachteten Zeitraum hatten sich die Beziehungen zwischen Bischof und Domkapitel, aufgrund von Streitigkeiten um das Konsensrecht verschlechtert. Der zentrale Vorwurf gegen den Bischof Gerhard war, dass er Kirchengut ohne die Zustimmung des Domkapitels ausgegeben habe. Daraufhin musste dieser im Jahr 1203 versprechen, die Rechte der einzelnen Institutionen der Osnabrücker Kirche zu bewahren. Des Weiteren wurde er verpflichtet, die Güter zurückzuerwerben. Das Ziel des Domkapitels innerhalb dieser Streitigkeiten war die Wahrung des Konsensrechts als Privileg des Domkapitels. Auch durch die gesamten nachfolgenden Jahrhunderte zogen sich Dissonanzen zwischen Bischof und Domkapitel aufgrund der Erstrebungen weiterer Rechte und der Ausweitung der Befugnisse innerhalb des Kirchensystems.
Aufgrund dessen, dass die Domherren in dem betrachteten Zeitraum, seltener einen Bischof aus eigenen Reihen gewählt haben, sondern einen Bischof aus mächtigen Adelsfamilien, damit die Belange des Bistums abgesichert waren und die Bischöfe diesem Anspruch auch gerecht wurden, wurden weitere Unstimmigkeiten zwischen dem Domkapitel und dem Bischof verhindert. Im 13. Jahrhundert gelang es dem Domkapitel außerdem, die Kompetenzen gegenüber dem Bischof auszubauen, indem das Domkapitel zum Beispiel das Konsensrecht so weit ausbaute, dass Rechtsgeschäfte ohne Zustimmung des Stifts nicht mehr möglich waren. Auch die Tatsache, dass der Bischof, infolge des Rückerwerbs der Hochvogtei von den Grafen von Tecklenburg, beim Osnabrücker Domkapitel verschuldet war, veränderte die Stellung des Domkapitels, da sich der Bischof nun nicht mehr über die Forderungen des Stifts hinwegsetzen konnte.
Im Jahr 1282 kam es zu einem Bündnis zwischen Domkapitel und Bischof, in dem die Sicherheit der Geistlichkeit und der Bestand der Kirchengüter, festgehalten wurden. Dieses Bündnis entstand aufgrund des Misstrauens der Bürger gegenüber dem Bischof und weiteren geistlichen Institutionen. Es weist zudem zwar ein Spannungsverhältnis zwischen Geistlichen und Laien auf, jedoch zeigt es auch eine Verbindung und enge Zusammenarbeit des Domkapitels mit dem Bischof.
Nachfolgend kam es im 13. Jahrhundert zu einem Konflikt zwischen Bischof und Domkapitel, da Bischof Hugo von Goltern die Domherren, die an bestimmten Fest- und Gedenktagen nicht anwesend waren, aus der Präbende streichen wollte. Dieser Konflikt wurde im 13. Jahrhundert durch die Einigung, dass Domherren an bestimmten Festtagen nur durch Krankheit oder Gefangenschaft abwesend sein durften, beendet.

#### Von 1400 bis 1803
Ein Spannungsfeld zwischen Domkapitel und Bischof entwickelte sich im Jahre 1543, als durch den Fürstbischof Franz von Waldeck die Reformation gegen den Widerstand des Domkapitels im Osnabrücker Bistum eingeführt wurde. Diese Spannungen ließen infolge des Sturzes des Fürstbischofs zunächst nach, wurden jedoch nicht vollständig aufgelöst, da der Sturz des Fürstbischofs keine Rückkehr zum alten Glauben zur Folge hatte. Auch in den folgenden Jahrhunderten gab es immer wieder kleinere Spannungen und Konflikte zwischen Domkapitel und Bischof.

### Stellung im Hochstift
Das Domkapitel nahm innerhalb der Territorien des alten deutschen Reiches eine gesonderte Stellung ein, denn wie auch der Landesherr war es sowohl im geistlichen, als auch im weltlichen Bereich tätig. Der Landesherr war Bischof und Fürst in einer Person und stand somit sowohl einem Hochstift, als auch dem Bistum vor. Somit waren die Domherren in weltlichen und geistlichen Ämtern tätig. Jedoch gab es auch hier Einschränkungen, denn nur einem katholischen Fürstbischof stand die weltliche und die geistliche Landesherrschaft zu. Während der Amtszeit eines protestantischen Fürstbischofs hatte der Kölner Erzbischof die Aufsicht über die geistlichen Belange des Bistums. Innerhalb des Hochstifts Osnabrück hatten die Domherren verschiedene weltliche Ämter inne. Weltliche Ämter, Behörden und Amtsfunktionen waren zum Beispiel der geheime Rat, die Land- und Justizkanzlei oder der Landrat.

## Religiöses und geistliches Leben
Das geistliche und religiöse Leben der Domherren richtete sich nach bestimmten kirchlichen Regeln (canones) und sie bildeten eine kanonische Gemeinschaft. Seit 816 war die Aachener Regel im Frankenreich verbindlich, die auf der Reichssynode zu Aachen verabschiedet worden war. Die Kanoniker sollten gemeinsam leben, Privateigentum und auch das Leben in einzelnen Häusern waren jedoch nicht ausgeschlossen.
Das religiöse und geistliche Leben der Kanoniker bestand aus Rechten und Pflichten. Zu den Pflichten gehörten die kanonischen Betstunden und der Chordienst. Dazu gehörte auch die Residenzpflicht, die zur Erfüllung der anderen Aufgaben notwendig war und streng überprüft wurde. Diese Residenzpflicht setzte allerdings dann aus, wenn der Domherr mit Genehmigung des Domkapitels und zum Nutzen der Domkirche verreiste. Wurden Pflichten seitens der Domherren nicht erfüllt, kam es zu Sanktionen für den einzelnen Domherren oder die gesamte kanonische Gemeinschaft.

## Besitzentwicklung
Aufgrund einer Urkundenfälschung des 11. Jahrhunderts ist die Ausstattung des Bistums zum Zeitpunkt der Gründung nicht mehr rekonstruierbar. Jedoch wird eine prekäre wirtschaftliche Situation des Bistums vermutet. Spätestens durch die Schenkungen der im Norden der Diözese gelegenen Missionszellen Meppen und Visbek an das Kloster Corvey und des weiteren Besitzes des Bistums Osnabrück an das Stift Herford durch Kaiser Ludwig den Frommen musste das Bistum bereits nach den ersten Jahrzehnten eine große Beeinträchtigung der Einkünfte hinnehmen. Diese Beeinträchtigung bestimmte im Folgenden nicht nur die wirtschaftliche Entwicklung des Bistums, sondern war auch maßgeblich für die Stellung des Bistums im Vergleich zu benachbarten Bistümern.
Zum Ende des 11. Jahrhunderts kam es allerdings durch die Verselbständigung des Domkapitels zu einer Trennung des Vermögens von Bischof und Domkapitel, sodass es eine vermeintliche vermögensrechtliche Unabhängigkeit errungen hatte. Weiteren Aufschluss über die wirtschaftliche Lage des Domkapitels gibt ein Verzeichnis, welches unter Dompropst Lentfried verfasst wurde. Der Anfang der Liste ist der Zeitpunkt der Trennung des Vermögens und damit die Erlangung der vermutlichen vermögensrechtlichen Unabhängigkeit. Jedoch war dies keine strikte Trennung, denn das Domkapitel musste Abgaben an den Bischof leisten, so wie auch der Bischof dem Domkapitel Abgaben leisten musste. Des Weiteren hält dieses Register die Organisation der gesamten Abgabenleistungen innerhalb des Bistums Osnabrück fest. Von einzelnen Höfen wurden in festen Zeitabständen geregelte Abgaben (Natural- oder Geldabgaben) verlangt. „Insgesamt wurden auf diese Weise über 41 Wochen des Jahres Lieferungen geleistet, und für die verbleibenden Wochen übernahm der [Bischof] die Versorgung der Domherren von seinen Gütern.“ Laut dieses Registers besaß das Osnabrücker Domkapitel im 12. Jahrhundert 29 Haupthöfe innerhalb des Bistums Osnabrück.
Während des 12. Jahrhunderts entwickelten sich aus den Gütern verschiedene Vermögensteile, so vor allem Präbenden und Obödienzen. Wohnhäuser (Kurien) wurden für die Domherren errichtet. Die zugehörigen Ländereien des Domkapitels wurden zu einem geringen Teil selbst bewirtschaftet. Ein Großteil wurde jedoch verpachtet, wodurch eine weitere Einkommensquelle geschaffen wurde. „Neben den Präbenden gab es die neun Obödienzen Limbergen, Riemsloh, Ellerbeck, Essen (bei Wittlage), Oesede, Todeburen (= Tömmern), Papinghof, Nolle und Osterhaus, die den älteren Domherren zustanden.“ Bis zur Aufhebung des Domkapitels im Jahre 1802 wurde der Besitz durch territoriale Vergrößerungen, durch Schenkungen oder Memorialstiftungen stark vergrößert und das Domkapitel Osnabrück gehörte im 18. Jahrhundert neben dem Adel und dem Fürstbischof zu den größten Grundbesitzern im Bistum Osnabrück.

## Domkapitel Osnabrück ab 1858

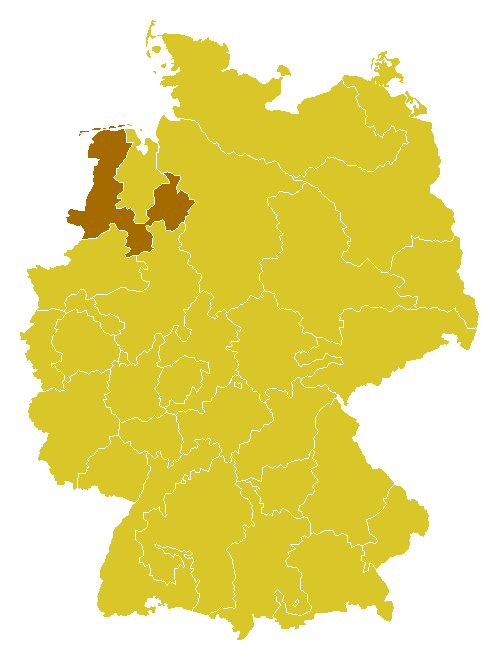
Bistum Osnabrück

Der Wiederaufbau des Osnabrücker Domkapitels war in der Bulle Impensa Romanorum Pontificum aus dem Jahr 1824 vorgesehen, jedoch wurde er wie auch die kanonische Einsetzung erst im Jahr 1858 von der hannoverschen Regierung realisiert. Das neu aufgebaute Kapitel umfasst das Domdekanat als Dignität, sechs Kanonikate und vier Domvikare. Des Weiteren wurde im Niedersächsischen Konkordat aus dem Jahr 1965 festgelegt, dass dem Osnabrücker Domkapitel auch zwei nichtresidierende Domkapitulare angehören. Sie sind nicht an der Teilnahme am Chordienst und den Sitzungen verpflichtet, haben aber ein aktives Stimmrecht bei der Bischofswahl.
Auch heutzutage ist das Domkapitel eine Gemeinschaft von Priestern, welche den Bischof in der Leitung des Bistums unterstützt. Zuständigkeitsbereiche sind die Gestaltung des Gottesdienstes in der Domkirche und die Unterstützung des Bischofs. Des Weiteren wählt das Domkapitel den Bischof sowie einen Diözesanadministrator, welcher die Leitung der Diözese während einer Sedisvakanz übernimmt.